# Crônica da Cidade Amada
Crônicas da Cidade Amada é um filme brasileiro de 1965, dirigido por Carlos Hugo Christensen. O roteiro foi escrito por Millôr Fernandes, Carlos Drummond de Andrade, Orígenes Lessa, Paulo Mendes Campos, Fernando Sabino, Dinah Silveira de Queiroz, Paulo Rodrigues. Canções interpretadas por Taiguara.

## Sinopse
O filme relata onze situações e histórias inspiradas na vida carioca, com narração de Paulo Autran, que recita trechos de textos de cronistas brasileiros famosos como Carlos Drumond de Andrade, Paulo Mendes Campos, Fernando Sabino, Orígenes Lessa, Dinah Silveira de Queiroz e Paulo Rodrigues.

## Sobre o filme
O filme tem no elenco Oscarito e Grande Otelo, mas eles não atuam como a famosa dupla dos tempos da Atlântida Cinematográfica, mas em episódios separados. O primeiro em Receita de Domingo e o segundo em Um Pobre Morreu. O último filme com os dois juntos havia sido Matar ou Correr de Carlos Manga, onze anos antes.
O jornalista Millôr Fernandes participa do episódio com Oscarito.
Um dos raros filmes a cores de Oscarito.
Último filme do cômico Vagareza que vive o malandro Passarinho no episódio Aventura Carioca.

## Elenco
- Paulo Autran (Narrador)

## Participações por episódio[1]
"Aparição"
de Paulo Mendes Campos
Sinopse:Moça bonita chama a atenção de todos quando vai à praia
- Pepa Ruiz
- Sérgio de Oliveira
- Hamilton Ferreira
- Ana di Pardo

"O Índio"
de Carlos Drumond de Andrade
Sinopse: Homem fica indignado quando sua cédula de cruzeiros com um rosto de índio não é aceita sob suspeita de ser falsificada
- Procópio Ferreira
- Magalhães Graça

"Mal-Entendido"
de Orígenes Lessa
Sinopse:Garoto rico leva o amigo da favela de carro até a pelada e fica chateado quando ele demonstra ser melhor futebolista.
- José C. Correia
- Lúcio Pereira
- Germano Filho
- Adalberto Silva

"Aventura Carioca"
de Paulo Mendes Campos
Sinopse: Jovem arquiteto sai para a noitada e se encontra com Passarinho, malandro carioca afamado que até os policiais respeitam
- Vagareza....Passarinho
- Ambrósio Fregolente
- Cecil Thiré
- Manoel Vieira

"Luzia"
de Carlos Drumond de Andrade
Sinopse: Homem encontra sua ex-copeira no supermercado e ela lhe conta sobre sua vida amorosa recente
- Jayme Costa
- Siwa Castro....Luzia

"O Homem Que Se Evadiu"
de Dinah Silveira de Queiroz
Sinopse: Homem inventa uma viagem de trabalho à Buenos Aires para esposa, com a intenção de passar duas semanas no Rio com a amante. Mas o plano não dá certo.
- Artur Semedo....Cláudio
- Márcia de Windsor....Márcia
- Leilany Fernandes
- Fernando Pereira
- Moacyr Deriquém....João

"O Pombo Enigmático"
de Paulo Mendes Campos
Sinopse: Namorados brigam mas seus diálogos são ditos como sendo dos pombos
- Lita Palacios
- Mário de Lucena
- Ricardo de Luca
- Otávio Cardoso

"Um Pobre Morreu"
de Paulo Rodrigues
Sinopse: A favela se reúne para velar um conhecido que faleceu mas a cerimônia acaba numa enorme bebedeira
- Grande Otelo
- Eliezer Gomes

"Receita de Domingo"
de Paulo Mendes Campos
Sinopse: o dia de domingo na vida de um chefe de família carioca
- Oscarito
- Liana Duval
- Millor Fernandes
- Deborah Rubinstein
- Luiz Viana

"Iniciada a Peleja"
de Fernando Sabino
Sinopse: advogado tem uma reunião de trabalho importante bem no horário de um jogo da seleção brasileira. Ele resolve levar um radinho de pilha para ouvir a partida com um fone de ouvido, mas não consegue se conter com os lances
- Jardel Filho....Paulo
- Thaís Moniz Portinho
- Milton Carneiro
- Jota Barroso
- Marivalda

"A Morena e o Louro"
de Dinah Silveira de Queiroz
Sinopse: Moça fica indignada quando é impedida de entrar com seu papagaio num transporte público.
- Ismália Penna
- Armando Nascimento
- Oswaldo Louzada
- Janira Santiago
- Duarte de Moraes
- Monah Delacy